# Randomiserade strokestudier i Sverige
Flera randomiserade kontrollerade (RCT) strokestudier har genomförts i Sverige. Vissa studier initierats inom landet medan andra har inletts utanför Sveriges gränser.

## Randomiserade kontrollerade studier initierade inom Sverige
Den hittills största RCT-strokestudien är SALT-studien , som undersökte effekten av en låg dos acetylsalisylsyra (ASA) jämfört med en hög dos efter en cerebrovaskulär händelse. Studien publicerades 1991 i tidskriften Lancet. Vid den tidpunkten var det känt att en högre dos av ASA på ca 300 mg/dag var effektiv, samtidigt som det var känt att en så låg dos som 50 mg/dag kunde hämma alla blodplättar och troligen vara lika effektiv men med färre biverkningar. SALT-studien visade att 75 mg/dag av ASA var lika effektivt och den dosen har sedan dess varit standardmedicinering efter ischemisk stroke och TIA.  
Den näst största studien är från Umeå och undersökte om atenolol (en medicin som dämpar hjärtats frekvens) minskade risken för hjärtkärlsjukdom efter en stroke . Studien inkluderade 720 individer vid 18 olika centerar. De 15 största RCT-studierna listas i tabellen nedan. Som framgår av kolumnen sponsor är samtliga studier akademikerdrivna, dvs startade och ledda av forskare. 
| Sponsor | Referens | Antal individer | Antal center |
| --- | --- | --------------- | ------------ |
| Läkemedelsverket, Hjärt-Lungfonden, Vetenskapsrådet | Swedish Aspirin Low-Dose Trial (SALT) of 75 mg aspirin as secondary prophylaxis after cerebrovascular ischaemic events                                                      | 1 360           | 16           |
| Umeå universitet | Atenolol in Secondary Prevention after Stroke | 720             | 18           |
| Swedish Medical Research Council (Project no. 19X-07192), Pharmacia AB, Queen Victoria's and King Gustav V's 80th Anniversary Fund, the Swedish National Association Against Heart and Lung Diseases, and Umeå University | Multicenter trial of hemodilution in acute ischemic stroke. I. Results in the total patient population                                                                      | 373             | 15           |
| Sahlgrenska akademien | Effect of acute stroke unit care integrated with care continuum versus conventional treatment: A randomized 1-year study of elderly patients: the Göteborg 70+ Stroke Study | 249             | 1            |
| Lunds universitet | Anticoagulant vs anti-platelet therapy as prophylactic against cerebral infarction in transient ischemic attacks                                                            | 156             | 5            |
| Lunds universitet | Acupuncture and transcutaneous nerve stimulation in stroke rehabilitation: a randomized, controlled trial                                                                   | 150             | 7            |
| Karolinska Institutet | Double-blind comparison of sertraline and placebo in stroke patients with minor depression and less severe major depression                                                 | 123             | 4            |
| Karolinska Institutet | A randomized controlled trial on very early speech and language therapy in acute stroke patients with aphasia                                                               | 123             | 1            |
| Norrlands Universitetssjukhus | A randomized controlled trial of hemodilution therapy in acute ischemic stroke                                                                                              | 102             | 1            |
| Karolinska Institutet | A randomized controlled trial evaluating the effect of a support and education programme for spouses of people affected by stroke                                           | 100             | 1            |
| Karolinska Institutet | A randomized controlled trial of early supported discharge and continued rehabilitation at home after stroke: five-year follow-up of patient outcome                        | 83              | 1            |
| Uppsala universitet | Short-term and long-term effects of a progressive resistance and balance exercise program in individuals with chronic stroke: a randomized controlled trial                 | 67              | 1            |
| Karolinska Institutet | Randomized assessment of imatinib in patients with acute ischaemic stroke treated with intravenous thrombolysis                                                             | 60              | 5            |
| Linköpings universitet | Effects of Twice-Weekly Intense Aerobic Exercise in Early Subacute Stroke: A Randomized Controlled Trial                                                                    | 56              | 1            |
| Lunds universitet | Can sensory stimulation improve the functional outcome in stroke patients?                                                                                                  | 40              | 1            |

## Randomiserade kontrollerade studier initierade utanför Sverige
Den största RCT strokestudien med den högsta andelen svenska patienter, är SCAST-studien , som leddes från Norge. Andelen svenska individer i denna studie var 617 vilket utgjorde drygt 30 % av det totala antalet (N=2 029). SCAST studerade det blodtryckssänkande läkemedel, kandesatran, och syftet var att undersöka om det lönade sig att påbörja blodtryckssänkande behandling i det akuta skedet. Resultatet av studien var att det inte lönade sig att påbörja behandlingen akut.
PRoFESS är den nästa största studien  med 503 individer från Sverige av de totalt 20 332 i studien. Studien undersökte effekten av ASA plus dipyridamol med klopidogrel och telmisartan på funktionsnedsättning och kognitiv funktion efter ischemisk stroke. 
De flesta strokestudierna har studerat olika blodförtunnande läkemedel för att förebygga stroke på grund av förmaksflimmer och effekten av propplösande läkemedel vid akut ischemisk stroke.
| Sponsor                                   | Namn på studien | Acronym   | Totalantalet individer i studien | Andelen individer i Sverige |
| ----------------------------------------- | --- | --------- | -------------------------------- | --------------------------- |
| Oslo University Hospital                  | The angiotensin-receptor blocker candesartan for treatment of acute stroke | SCAST     | 2 029                            | 617                         |
| Boehringer Ingelheim                      | Effects of aspirin plus extended-release dipyridamole versus clopidogrel and telmisartan on disability and cognitive function after recurrent stroke in patients with ischaemic stroke in the Prevention Regimen for Effectively Avoiding Second Strokes | PRoFESS   | 20 332                           | 503                         |
| Edinburgh University                      | The third international stroke trial | IST-3     | 3 035                            | 297                         |
| Astra Zeneca                              | Stroke prevention with the oral direct thrombin inhibitor ximelagatran compared with warfarin in patients with non-valvular atrial fibrillation | SPORTIF   | 3 410                            | 297                         |
| Boehringer Ingelheim                      | Randomized evaluation of long-term anticoagulant therapy, warfarin, compared with dabigatran | RE-LY     | 18 113                           | 277                         |
| Daiichi Sankyo PharmaDevelopment          | Edoxaban versus warfarin in patients with atrial fibrillation | ENGAGE    | 21 105                           | 252                         |
| Bristol-Myers Squibb and Pfizer           | Apixaban compared with warfarin in patients with atrialfibrillation and previous stroke or transient ischaemic attack | ARISTOTLE | 18 206                           | 217                         |
| Astra Zeneca                              | Acute Stroke or Transient Ischemic Attack Treated with Aspirin or Ticagrelor and Patient Outcomes | SOCRATS   | 13 600                           | 211                         |
| Servier, France                           | The Prevention of cerebrovascular and cardiovascular Events of ischemic origin witht eRutroban in patients with a history oF ischemic strOke or tRansient ischeMic attack                                                                                | PERFORM   | 19 119                           | 128                         |
| Boehringer Ingelheim                      | Randomised double-blind placebo-controlled trial of thrombolytic therapy with intravenous alteplase in acute ischaemic stroke | ECASS II  | 800                              | 36                          |
| Boehringer Ingelheim                      | The European Cooperative Acute Stroke Study | ECASS     | 620                              | 35                          |
| Johnson & Johnson Pharmaceutical Research | Rivaroxaban-oncedaily, oral, directfactorXa inhibition compared with vitamin K antagonism for prevention of stroke and Embolism Trial in Atrial Fibrillation                                                                                             | ROCKET    | 14 000                           | 28                          |
| University of Nottingham                  | Efficacy of Nitric Oxide in Stroke | ENOS      | 4 011                            | 14                          |
| Boehringer Ingelheim                      | Thrombolysis with Alteplase 3 to 4.5 Hours after Acute Ischemic Stroke | ECASS III | 821                              | 14                          |